# Pfarrkirche Perchtoldsdorf

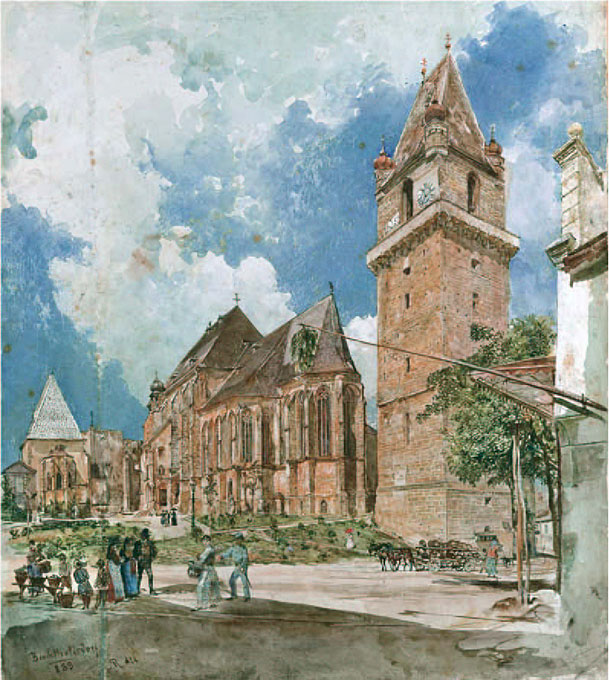
Karner, Pfarrkirche und Wehrturm, gemalt von Rudolf von Alt (1883)

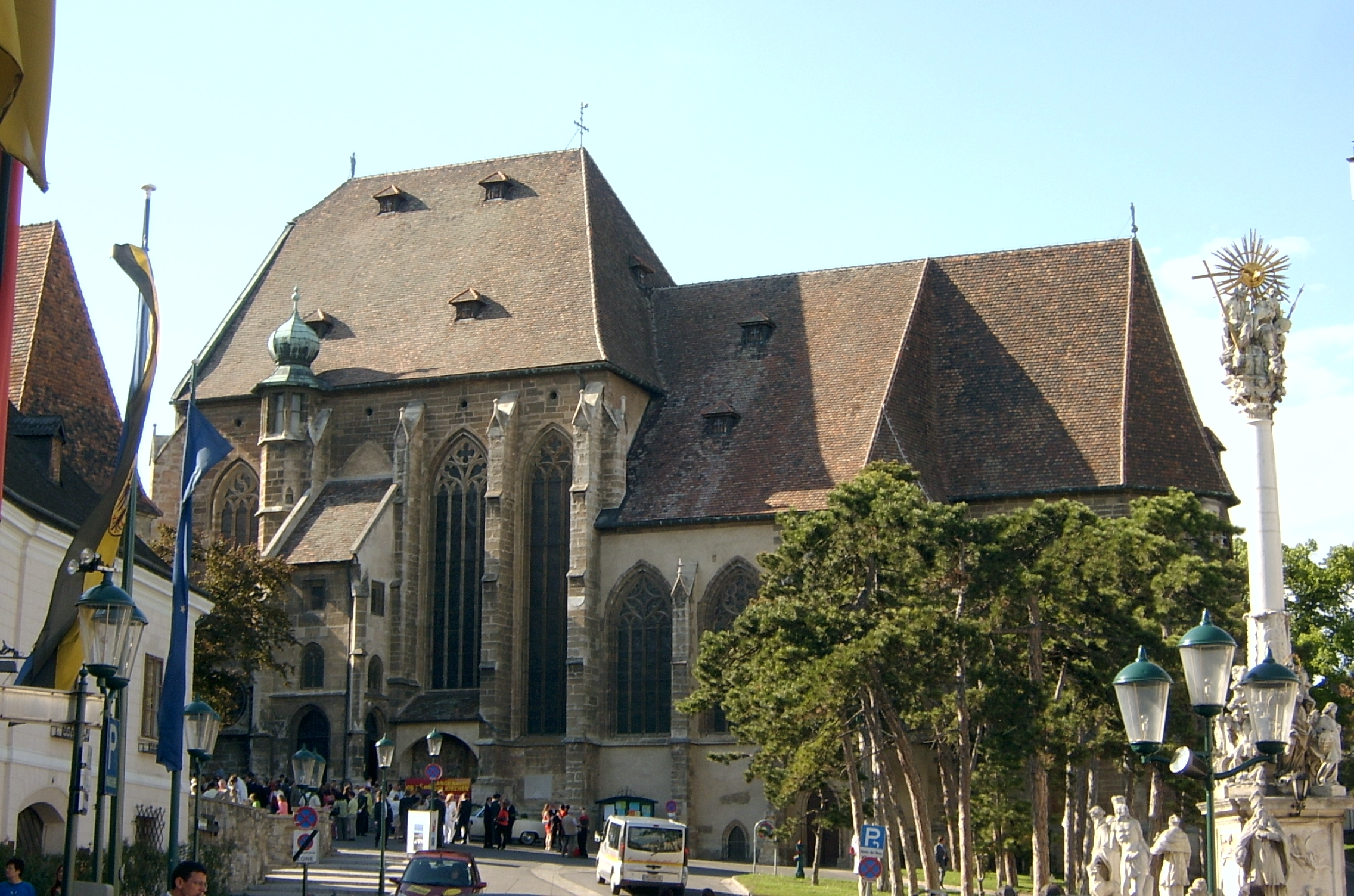
Die Südlängsseite der Pfarrkirche zum Marktplatz hin

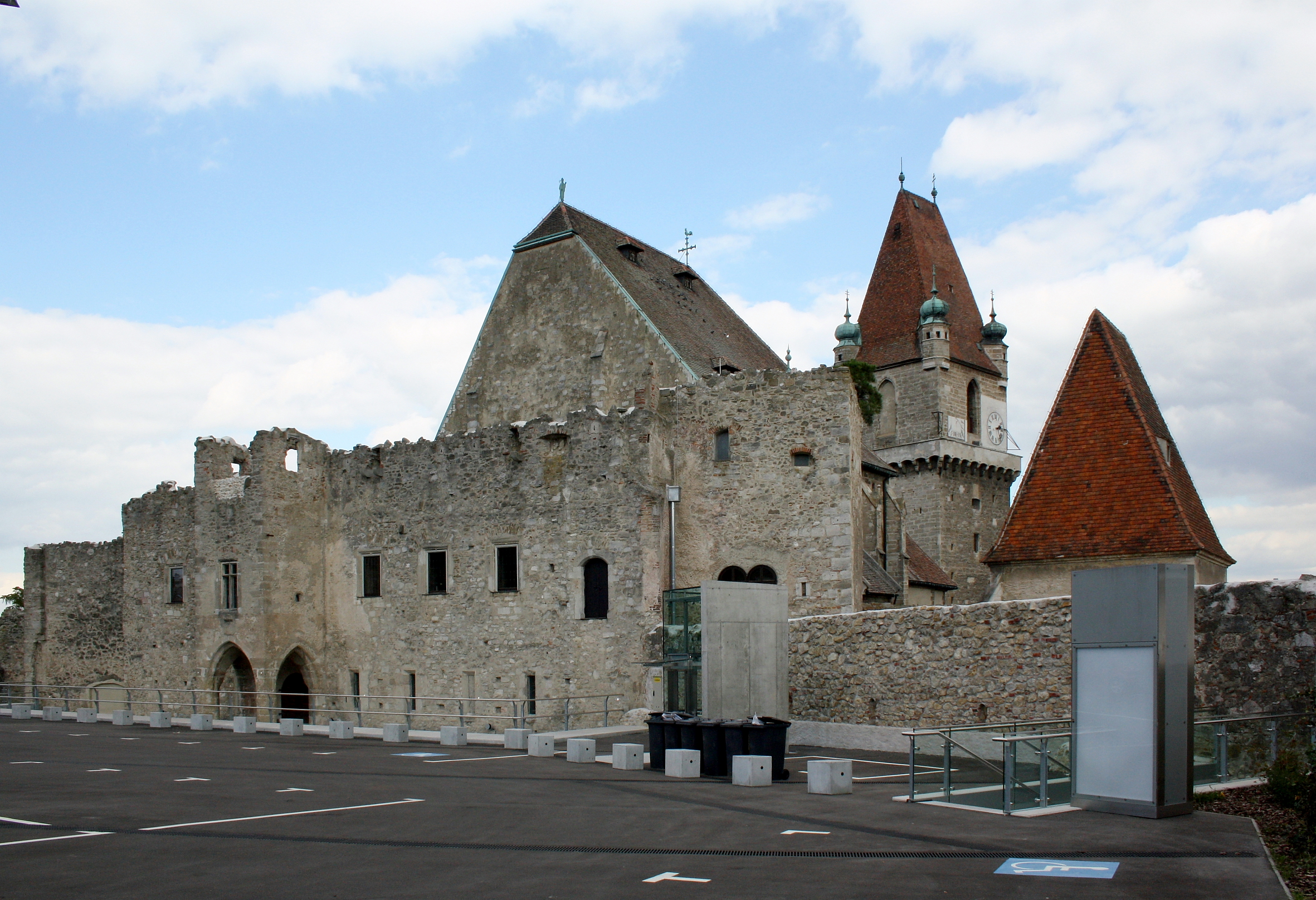
Reste der Burg verstellen die Westfront der Pfarrkirche

Die römisch-katholische Pfarrkirche Perchtoldsdorf steht am Marktplatz im Bereich der ehemaligen Burg Perchtoldsdorf in der Marktgemeinde Perchtoldsdorf im Bezirk Mödling in Niederösterreich. Die Pfarrkirche hl. Augustinus gehört zum Dekanat Perchtoldsdorf im Vikariat Unter dem Wienerwald der Erzdiözese Wien. Die Pfarrkirche mit dem Kirchhof und den Figurenbildstöcken steht unter Denkmalschutz.

## Geschichte
Die Kirche wurde auf dem östlichen Burghof innerhalb der ehemaligen Burgbefestigung erbaut. 1217 wurde die Pfarrerhebung der Burgkapelle hl. Maria urkundlich genannt. 1236 wurde Burg und Kirche im Zuge einer Strafexpedition Friedrichs des Streitbaren gegen den aufständischen Otto I. von Perchtoldsdorf zerstört, die Kirche wiederhergestellt und 1270 neu geweiht. 1290 wurde die Burg unter dem damaligen Herzog Albrecht I. erneut zerstört, nachdem auch Otto III. von Perchtoldsdorf an einem Adelsaufstand beteiligt war. Nachdem die Burg an die Herzöge von Österreich als Lehen gegeben wurde, wurde Burg und Kirche wieder aufgebaut. Von 1336 bis 1338 erfolgte der Zubau der sogenannten Herzogskapelle unter dem Patrozinium hl. Nikolaus unter Albrecht II. Sie bildet heute den südlichen Seitenchor. Dem Bau der Herzogskapelle folgte der Abbruch der spätromanischen Kirche und die Errichtung des heutigen gotischen dreischiffigen Chores unter Einbeziehung der Herzogskapelle. Die Weihe erfolgte 1362. Nach dem Abbruch des westlichen Joches der Herzogskapelle erfolgte ab 1435 die Errichtung des Langhauses der Kirche unter Pfarrer Thomas Ebendorfer von Haselbach. Sie wurde 1449 geweiht. 1683 wurde die Kirche im Zuge der Zweiten Türkenbelagerung schwer beschädigt und in der Folge wiederhergestellt. 1967/1975 fanden eine Außenrestaurierung, 1983/1985 und zum 800-Jahr-Jubiläum 2017 Innenrestaurierungen statt.
Die Pfarre Perchtoldsdorf steht historisch in enger Verbindung mit der Entwicklung der (Erz-)Diözese Wien: Nach der Errichtung des Bistums Wien 1469 und dessen tatsächlicher Realisierung 1480 erhielt dieses frühere Güter der Propstei von St. Stephan in Wien (in Wieden und in Ober-St.-Veit), der Dompropst von St. Stephan wurde mit der Pfarre Perchtoldsdorf entschädigt.

## Architektur
Die spätgotische Hallenkirche mit einem hochgotischen, dreiapsidial gestaffelten Hallenchor nach dem Vorbild von St. Stephan zu Wien hat ein gleich breites und höheres Langhaus.
Kirchenäußeres
Der Steinquaderbau steht unter steilen Dächern. Das Langhaus mit einer stark abgeschrägten Nordwestecke hat leicht abgetreppte, übergiebelte Strebepfeiler und hohe drei- bis vierbahnige Maßwerkfenster mit Kreuzbögen, Pässen und Fischblasen. Die Westfront hat eine reiche spätgotische Gliederung mit Übereckstreben und Fialen. Sie wurde 1683 nach einem Giebeleinsturz im oberen Bereich zerstört und wieder ergänzt. Das profilierte, gekielte Spitzbogenportal liegt unter einem Blendmaßwerkfries. Darüber liegt ein abgemauertes Maßwerkfenster, seitlich davon ein verstäbtes Schulterportal aus dem Ende des 15. Jahrhunderts, wohl ein ehemaliges Verbindungsportal zum Palas. Das Langhaus hat einen nördlich angebauten polygonalen Treppenturm mit einem Steinhelm und einer Kreuzblume. Der Treppenturm hat eine kleine netzrippengewölbte Vorhalle aus der zweiten Hälfte des 15. Jahrhunderts mit einem spitzbogigen Seitenportal mit einem Tympanonrelief Krönung Mariens, wohl um 1362. An der Südseite des Langhauses sind ein weiterer entsprechender Treppenturm mit rechteckigen, verstäbten Fenstern und einer Zwiebelhaube und eine zweigeschoßige, spätgotische Vorhalle mit einem Netzrippengewölbe unter einem Pultdach mit Eckstrebepfeilern mit geschweiften Pultdächern um 1500 angebaut. Der Anbau hat drei zum Teil verstäbte Spitzbogenportale, darüber zweibahnige Maßwerkfenster sowie verstäbte Rechteckfenster. In der Vorhalle liegt nach Süden ein profiliertes Spitzbogenportal mit einem Tympanonrelief Marientod von 1440/1449. Unter dem Relief sind an Konsolen die Wappen Österreich und Ungarn mit Emblemen des Drachenordens zu sehen.
Die Kirche hat keinen eigenen Kirchturm. Als Glockenturm wird der ab zirka 1450 bis 1521 errichtete Wehrturm von Perchtoldsdorf verwendet, in dessen oberen Etagen sich ein mehrstöckiger, ca. 15 m hoher Glockenstuhl befindet. Er wurde in den Jahren 1699/1700 erbaut, das Geläute umfasst acht Glocken, die zusammen eine pentatonische Reihe ergeben:
- Josephsglocke mit einem Relief von Marktplatz und Kirche, Ton h°, 3300 kg, 172 cm Durchmesser, Gießerei Pfundner in Wien, 1946; ihre Vorgängerin (mit 3012 kg) war erst am 22. November 1936 in den Turm aufgezogen worden und wurde wie die anderen Glocken mit Ausnahme der Barockglocke bereits 1941 wieder eingeschmolzen.
- Muttergottesglocke, Ton d', 1503 kg, 133 cm Durchmesser, Gießerei Pfundner in Wien, 1946
- Leopoldsglocke, Ton e', 1013 kg, 120 cm Durchmesser, Gießerei Graßmayer in Innsbruck, 1978 (läutet früh, mittags und abends, ersetzte die gesprungene Vorgängerin)
- Barockglocke (Türkenglocke) mit Bildnissen des Hl. Augustinus und der Hl. Katharina, Ton g', 621 kg, 103 cm Durchmesser, Gießerei Joachim Groß in Wien, 1686
- Leonhardsglocke, Ton a', 365 kg, 86 cm Durchmesser, Gießerei Pfundner in Wien, 1946
- Schutzengelglocke, Ton h', 263 kg, 76,5 cm Durchmesser, Gießerei Pfundner in Wien, 1946
- Cäcilienglocke, Ton d'', 195 kg, 168 cm Durchmesser, Gießerei Graßmayer in Innsbruck, 2007, gestiftet durch Markus Göller
- Barbaraglocke, Ton e'', 103 kg, 56 cm Durchmesser, Gießerei Pfundner in Wien, 1946.[2]

Die Glocken von Perchtoldsdorf bildeten das erste Geläute in der Erzdiözese Wien, das nach dem 2. Weltkrieg bereits 1946 auf Initiative des damaligen, seit 1945 tätigen Pfarrers Seemann neu hergestellt werden konnte. Seit 1960 werden die Glocken über elektrische Antriebe geläutet, Klöppelfänger wurden, bis auf jenen der großen Glocke, in den 1980er-Jahren wieder ausgebaut.
1955 wurden die Glocken von Perchtoldsdorf im Sissi-Film von Ernst Marischka verwendet (fünf Sequenzen des Trauungszuges; das ebenfalls gezeigte Läuten der Glocke per Hand mit Seilen wird in diesem Film ebenfalls gezeigt, ist aber mit anderen Glocken unterlegt).
Kircheninneres

Innenraum mit Blick zum Hochaltar

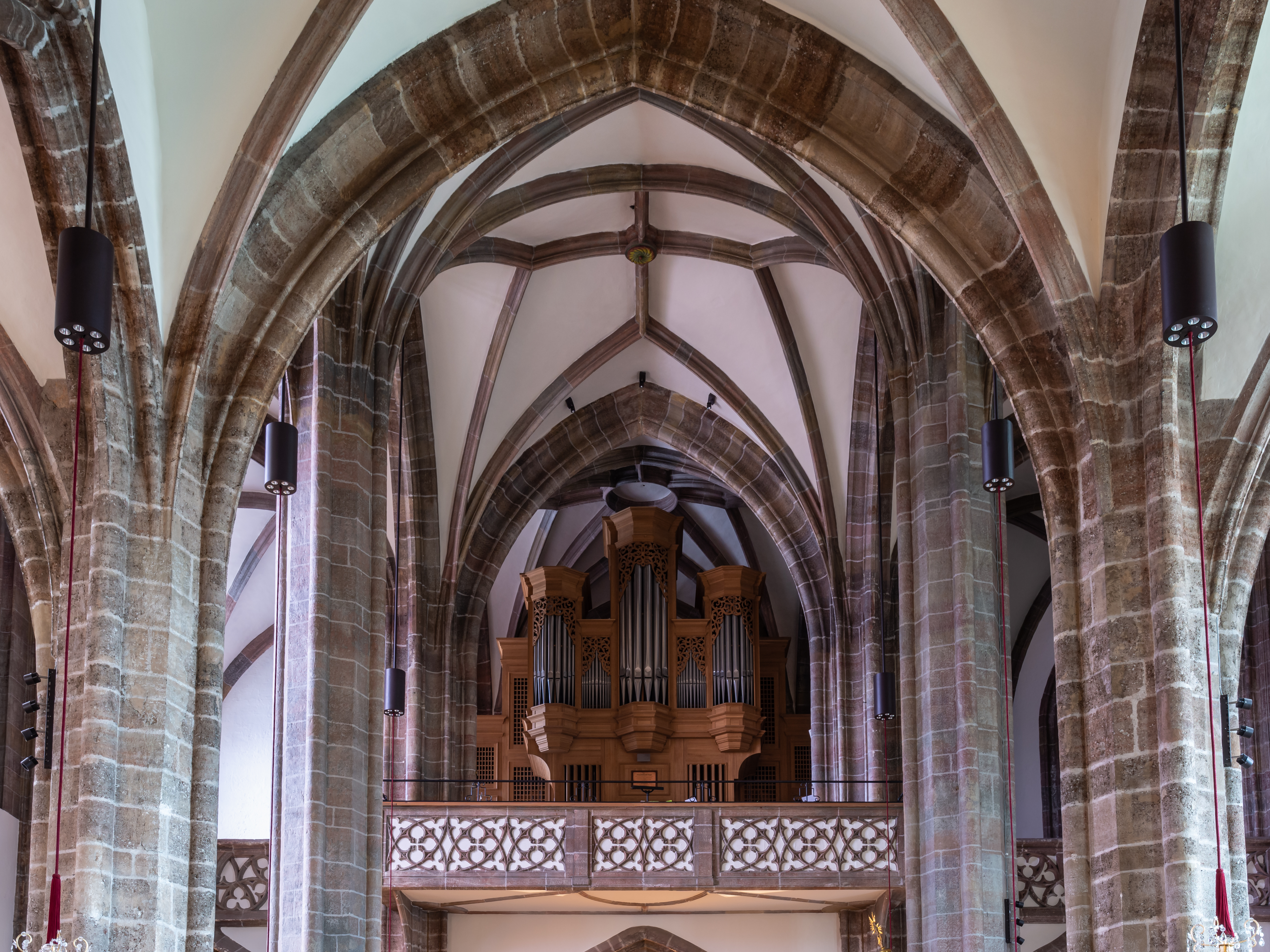
Orgelempore mit der Orgel

Das Langhaus ist fast quadratisch mit vier mittigen Stützen mit Sternrippengewölben auf achteckigen kantig gestellten Pfeilern mit Runddiensten bzw. Wandbündelpfeilern und in den Seitenschiffen auf Rippendreistrahlen. Neben dem Südportal ist ein gotischer Steinkopf. Über dem Nordportal sind gemalte Jahresangaben mit 1696 bis 1983. Den Übergang zu den Chorschiffen bilden drei spitzbogige gekehlte Triumphbögen, der mittlere Triumphbogen ist höher.
Die dreiachsige Orgelempore auf profilierten Spitzbögen ist asymmetrisch mit einem Netzrippengewölbe unterwölbt. Die Emporenbrüstung hat ein Blendmaßwerk. Der Mittelteil der Empore wurde 1882 vorgezogen und damit erweitert und erhielt dabei eine neugotische Brüstung.
Der Chor setzt sich in gleicher Breite wie das Langhaus fort. Der vierjochige Hauptchor und die zweijochigen Seitenchöre schließen jeweils mit einem Fünfachtelschluss. Die Kreuzrippengewölbe ruhen auf Achteckpfeilern mit vorgelegten Runddiensten. Das Hauptjoch zwischen den zwei Seitenjochpolygonen hat wie die Polygone ein sechsteiliges Rippengewölbe. Der Südchor hat eine Sockelprofilierung von der Renovierung im Ende des 19. Jahrhunderts und hat Wandbündelpfeiler mit schlichten polygonalen Figurenbaldachinen. Der Hauptchor hat an der Nordwand ein Sakramentshäuschen mit einer Spitzbogennische mit einem spätgotischen schmiedeeisernen Gitter aus dem 14. Jahrhundert und in der Südwand eine dreiteilige spätgotische Sessionsnische mit einem übergreifenden gefasten Spitzbogenmaßwerk. Der Hauptchor zeigt im Gewölbe fünf reliefierte Schlusssteine aus dem 14. Jahrhundert und ein nachträglich appliziertes und teils vergoldetes Schlussrelief aus Holz Lamm Gottes aus dem 19. Jahrhundert.
Die zwei vorderen rechten (südlichen) Pfeiler zwischen Hauptchor und Südchor sind 20 cm stärker als die links gegenüber stehenden 75 (76) cm dicken Pfeiler. Diese beiden südlichen Pfeiler werden als Reste der Südwand einer ehemaligen Turmburg gesehen, die um 1270 nach Zerstörungen einer früheren Burg wiedererrichtet wurde und in der sich ebenfalls eine kleine Kirche befand. Beim Bau der früheren Herzogskapelle (1335–1338, heute das Südschiff der Pfarrkirche) verwendete man diese Wand als Träger des Gewölbes dieser Kapelle. Die Herzogskapelle war daher zunächst ein frühgotischer Anbau an die bestehende romanische Kirche, dessen Gewölbe sich auf die Südmauer der Kirche stützte. Die Krypta der heutigen Kirche wird als das Untergeschoß der ersten Turmburg gesehen, die um 1200 erbaut wurde und das bis 1833 keinen Zugang von außen hatte. Zwischen der Krypta und den darüber befindlichen Kirchenschiffen gab es Stiegenaufgänge, deren ältester sich in der Südwand der Turmburg befand, sie wurden später abgemauert. Beim Bau des Albertinischen Chores (1342–1362, heute Mittelschiff) brach man die alte Kirche und auch das Mauerwerk zwischen den beiden heutigen Pfeilern ab, meißelte das Pfeilermauerwerk achteckig und verputzte es. In einer späteren Publikation wird zur Diskussion gestellt, die Pfeiler könnten auch in Mauerausbrüchen der alten Südmauer aus Quadersteinen neu errichtet worden sein, nachdem man die bereits vorhandenen Belastungen aus den Gewölben der Herzogskapelle durch eingeschobene Balken aufgefangen hätte.
Aus Anlass des 800-Jahr-Jubiläums 2017 wurde eine Innenrenovierung vorgenommen. Dabei wurde die erst im Jahr 1954 aus Kunststein errichtete Kanzel auf Anraten des Bundesdenkmalamtes entfernt. Die vier Reliefs aus 1959 mit Darstellungen der Evangelisten erhielten einen Platz in der Krypta.

## Ausstattung
Der Hochaltar aus dem ersten Drittel des 18. Jahrhunderts mit tordierten (gedrehten) Säulen und Pilastern über einer hohen Sockelzone hat seitliche Opferungsportale. Dieser Altar befand sich von 1861 bis 1951 in der Spitalkirche und war in der Zeit, als diese Kirche als Pferdestall und Lager der russischen Besatzungsmacht verwendet wurde, schwer beschädigt worden. Die Restaurierung durch Miro Weiner lief über mehrere Jahre. In der Pfarrkirche stand in dieser Zeit ein neugotischer Altar. Dieser Altar wurde 1951 wieder gegen den barocken Altar getauscht und neuerlich in der Spitalkirche aufgestellt.
Nach den Zerstörungen in den letzten Tagen des Zweiten Weltkrieges wurden die Fenster an der Südseite ersetzt und das Türkenfenster nach alten Vorlagen wiederhergestellt. Im Zuge der Renovierungsarbeiten wurde auch die neugotische Kanzel abgetragen und ein Ambo aus Kunststein aufgebaut, der seinerseits bei der Innenrenovierung 2017 wieder abgetragen wurde.
Eine Orgel wurde für das Jahr 1422 genannt, Neuanschaffungen erfolgten in den Jahren 1506–1508 von Meister Mert, 1524–1527 von Hans Rauttenstrauch mit zwei Manualen und Pedal, 1688 (Positiv), 1739–1741 von S. Burckhart mit zwei Manualen, 22 oder 24 Registern und 1903 von Karl Neusser mit 2 Manualen und 26 Registern. Die Probespiele an den neuen Orgeln absolvierte 1508 und 1527 Wolfgang Grefinger. Die heutige Orgel (drei Manuale, 40 Register), benannt nach Franz Schmidt (1874–1939) wurde 1985 nach einer Disposition von Peter Planyavsky durch die Orgelbaufirma Johann Pirchner errichtet und 2019 von der Rieger Orgelbau generalüberholt.
Im Jahr 2017 wurde der Pfarre eine orientalische Weihnachtskrippe, die sich im Besitz von Johannes Heesters befand, von seiner Tochter geschenkt. Die Krippe, eine Arbeit von Sebastian Osterrieder fand einen Platz in der Kirche.

### Allgemein
- Paul Katzberger: Die Pfarrkirche von Perchtoldsdorf. Perchtoldsdorfer Kunsttopographie Band 2. Verlag der Marktgemeinde Perchtoldsdorf. Perchtoldsdorf 1987.
- Die Kunstdenkmäler Österreichs. Dehio Niederösterreich südlich der Donau 2003. Perchtoldsdorf, Marktbefestigung, Burganlage mit Pfarrkirche und ehemaliger Karner, Pfarrkirche Hl. Augustinus, S. 1634–1639.

### Zu Details
- Otto Riedl: Die Steinmetzzeichen am Langhaus der Pfarrkirche in Perchtoldsdorf: ein Beitrag zur Baugeschichte. Verlag der Marktgemeinde Perchtoldsdorf. Perchtoldsdorf 2011.
- Lisa Gräber: Geschichte(n) einer Konservierung. „Alltägliche“ Probleme bei der Erhaltung des polychromen Ölbergreliefs der Pfarrkirche Perchtoldsdorf (NÖ). In: Gabriela Krist, Martina Griesser-Stermscheg; Universität für angewandte Kunst, Institut für Konservierung und Restaurierung (Hrsg.): Konservierungswissenschaften und Restaurierung heute. Konservierungswissenschaft-Restaurierung-Technologie 7. Böhlau, Wien 2010, ISBN 978-3-205-78579-8, S. 121–128.
- Rosmarie Eichinger: Die Grabinschriften der Pfarrkirche von Brunn am Gebirge sowie der Pfarr- und Spitalskirchen von Mödling und Perchtoldsdorf bis 1683. Diplomarbeit an der Universität Wien, 1996.
- Maria Schlachter: Die mittelalterliche Baugeschichte der Pfarrkirche zu Perchtoldsdorf. Diplomarbeit an der Universität Wien, 1995.